# Shake It
Albums de Sistar
Sweet & Sour
(2014) Insane Love
(2016)
Singles
1. Shake It
Sortie : 22 juin 2015
2. Don't Be Such A Baby
Sortie : 1er juillet 2015

Shake It est le troisième mini-album du girl group sud-coréen Sistar. Il est sorti le 22 juin 2015 avec le titre principal "Shake It".

## Liste des pistes
| Liste des pistes | Liste des pistes                                   | Liste des pistes                         | Liste des pistes               | Liste des pistes | Liste des pistes | Liste des pistes | Liste des pistes | Liste des pistes | Liste des pistes |
| No               | Titre                                              | Auteur                                   | Producteur(s)                  | Durée            |                  |                  |                  |                  |                  |
| ---------------- | -------------------------------------------------- | ---------------------------------------- | ------------------------------ | ---------------- | ---------------- | ---------------- | ---------------- | ---------------- | ---------------- |
| 1.               | Shake It                                           | Duble Sidekick, Hot-D                    | Duble Sidekick, HOMEBOY, Hot-D | 3:28             |                  |                  |                  |                  |                  |
| 2.               | Don't Be Such a Baby (애처럼 굴지마 (ft. Giriboy)) | Duble Sidekick, David Kim, Giriboy, Bora | Tenzo & Tasco, Long Candy      | 3:47             |                  |                  |                  |                  |                  |
| 3.               | Good Time                                          | Lee Jieun                                | Jake K, Sophia Pae, Distract   | 3:10             |                  |                  |                  |                  |                  |
| 4.               | Bad Guy (나쁜놈 (ft. Mad Clown))                   | The Name, Mad Clown                      | The Name, STEREO 14            | 3:54             |                  |                  |                  |                  |                  |
| 5.               | Go Up                                              | Rovin, BIGTONE                           | Rovin, BIGTONE                 | 3:21             |                  |                  |                  |                  |                  |
| 17:43            |                                                    |                                          |                                |                  |                  |                  |                  |                  |                  |

## Classement
| Classement                 | Meilleure position |
| -------------------------- | ------------------ |
| Gaon Album Chart (weekly)  | 3                  |
| Gaon Album Chart (monthly) | 9                  |

### Ventes et certifications
| Classement                | Quantité       |
| ------------------------- | -------------- |
| Ventes physiques sur Gaon | Plus de 18 567 |